# ISBVL
Índice Selectivo de la Bolsa de Valores de Lima (ISBVL): 
A partir de julio de 1993, se viene calculando el Índice Selectivo de la Bolsa de Valores de Lima (ISBVL), indicador que mide las variaciones de las cotizaciones de las 15 Acciones más representativas de la Bolsa de Valores de Lima. Este índice permite mostrar la tendencia del mercado bursátil en términos de los cambios que se producen en los precios de las 15 acciones más representativas. Al igual que el IGBVL, la base es de 100 y tiene fecha el 30 de diciembre de 1991. 
En lo que respecta a la fórmula de cálculo del ISBVL, ésta es la misma que la que se utiliza para el IGBVL. De manera similar la aplicación de precios para el cálculo del ISBVL guarda total coincidencia con la aplicada para el IGBVL. 
El índice tiene una alta ponderación de empresas mineras. En marzo de 2009, registró un repunte del 38%, y fue el mercado con mejor desempeño ese mes.